# The Visitors
The Visitors és una pel·lícula dramàtica estatunidenca de 1972 dirigida per Elia Kazan i protagonitzada per Patrick McVey. Va ser inscrit al 25è Festival Internacional de Cinema de Canes. Kazan va utilitzar un article escrit per Daniel Lang per a The New Yorker el 1969, i el llibre posterior de Lang Casualties of War, com a punt de partida per a aquesta pel·lícula.

## Argument
Bill Schmidt i la seva núvia de sempre Martha Wayne i el seu fill petit Hal viuen en una petita masia de Connecticut propietat del pare dominant de la Martha. Un diumenge d'hivern nevat, arriben dos dels antics amics de l'exèrcit de Bill, Mike i Tony. Fa uns anys, tots havien servit junts a la Guerra del Vietnam en el mateix escamot, però després van acabar a bàndols oposats d'una cort marcial. Bill mai li ha explicat a la seva xicota el que va passar al Vietnam ni a la cort marcial. La història es desenvolupa lentament. Amb ordres al Vietnam de no fer cap presoner, i davant de civils potencialment hostils que podrien atacar-los si es deixen enrere, Mike mata una civil després de violar-la. Bill testifica en contra d'ell i Mike és enviat a la palissada (presó militar) durant dos anys. Ell esta enfadat. Hi ha tensió sexual entre Mike i Martha. La tensió augmenta i culmina amb una baralla i una violació.

## Repartiment
- Patrick McVey com a Harry Wayne
- Patricia Joyce com a Martha Wayne
- James Woods com a Bill Schmidt
- Steve Railsback com a Mike Nickerson
- Chico Martinez com a Tony Rodrigues